# Jackline Maranga
Jackline Maranga (Nyanturago, Kisii, 16 de dezembro de 1977) é uma antiga atleta queniana de corridas de meio fundo. Obteve a medalha de prata, com apenas 15 anos de idade, nos Campeonatos Mundiais de Atletismo Júnior de 1992, em Seoul, tendo ainda ganho medalhas de prata nas duas edições seguintes da mesma competição, sendo a única atleta a ter conseguido esse feito. 
Em 1999 venceu a corrida curta do Campeonato Mundial de Corta-Mato de 1999, disputado em Belfast. Foi duas vezes campeã africana de 1500 metros e também campeã da Commonwealth na mesma distância.
Maranga casou-se em 2000 com a também atleta internacional queniano Thomas Nyariki, de quem teve duas filhas.